# Lactulose
Lactulose is een synthetisch disacharide, bestaande uit D-galactose en fructose. Het wordt uit lactose bereid door isomerisatie (Lobry-de-Bruyn-van-Ekenstein-transformatie).
De stof is opgenomen in de lijst van essentiële geneesmiddelen van de WHO.

## Toepassingen
Lactulose wordt gebruikt als laxeermiddel voor de behandeling van constipatie. Het verteert niet in de maag maar wordt door bacteriën in de dikke darm omgezet in natuurlijke zuren zoals melkzuur en azijnzuur. Deze zure metabolieten trekken door osmose water in de darmen, waardoor de ontlasting zachter wordt en in volume toeneemt, wat dan weer de darmen prikkelt om harder te werken. Lactulose is een veilig laxeermiddel; het kan langdurig gebruikt worden en is niet toxisch bij overdosering. Het is beschikbaar onder de vorm van oplospoeder of drank (lactulosestroop). De meest voorkomende bijwerkingen zijn winderigheid en darmgerommel.
Lactulose wordt ook ingezet als niet-geregistreerd gebruik bij de behandeling van hepatische encefalopathie bij levercirrose. Hierbij verwerkt de lever onvoldoende de afvalstoffen uit het bloed en krijgt dit een te hoog gehalte aan ammoniak, wat kan leiden tot bewusteloosheid. Lactulose verlaagt het ammoniakgehalte van het bloed. Het bevoordeelt melkzuurvormende darmbacteriën en remt de darmbacteriën die ammoniak produceren. En omdat de darminhoud meer zuur wordt (de pH daalt), wordt ammoniak omgezet in ammonium dat als zout wordt afgescheiden. Voor deze toepassing moet meestal een veel hogere dosis gebruikt worden dan bij gebruik als laxeermiddel.